# European Golden League femminile 2023
L'European Golden League 2023 si è svolta dal 27 maggio al 9 luglio 2023: al torneo hanno partecipato nove squadre nazionali europee e la vittoria finale è andata per la seconda volta all'Ucraina.

## Regolamento

### Formula
La formula ha previsto:
- Fase a gironi, disputata con girone all'italiana, con gare di andata e ritorno: la prima classificata di ogni girone e la migliore seconda classificata hanno acceduto alla fase finale, mentre la peggiore ultima classificata è retrocessa in European Silver League 2024.
- Fase finale, disputata con semifinali e finale, con gare di andata e ritorno (in caso di parità di set vinti/persi si è disputato un golden set)[2].

### Criteri di classifica
Se il risultato finale è stato di 3-0 o 3-1 sono stati assegnati 3 punti alla squadra vincente e 0 a quella sconfitta, se il risultato finale è stato di 3-2 sono stati assegnati 2 punti alla squadra vincente e 1 a quella sconfitta.
L'ordine del posizionamento in classifica è stato definito in base a:
- Numero di partite vinte;
- Punti;
- Ratio dei set vinti/persi;
- Ratio dei punti realizzati/subiti;
- Risultati degli scontri diretti.

## Squadre partecipanti
| Squadra              | Qualificazione | Ultima partecipazione       |
| -------------------- | -------------- | --------------------------- |
| Belgio               | Wild card      | European League 2013        |
| Bosnia ed Erzegovina | Wild card      | European Golden League 2022 |
| Francia              | Wild card      | European Golden League 2022 |
| Rep. Ceca            | Wild card      | European Golden League 2022 |
| Romania              | Wild card      | European Golden League 2022 |
| Slovacchia           | Wild card      | European Golden League 2022 |
| Svezia               | Wild card      | European Golden League 2019 |
| Ucraina              | Wild card      | European Golden League 2022 |
| Ungheria             | Wild card      | European Golden League 2022 |

## Torneo

### Fase a gironi
| Girone A             | Girone B   | Girone C |
| -------------------- | ---------- | -------- |
| Belgio               | Rep. Ceca  | Francia  |
| Bosnia ed Erzegovina | Romania    | Ucraina  |
| Svezia               | Slovacchia | Ungheria |

#### Girone A

##### Risultati
| 27 maggio 2023 Sportcampus Lange Munte, Courtrai Durata: 1h:13 - Spettatori: 2 000 | Belgio               | 3 - 0 | Bosnia ed Erzegovina | 25-17, 25-18, 25-17              |
| 31 maggio 2023 Idrottshallen, Lund Durata: 1h:57 - Spettatori: 1 637               | Svezia               | 3 - 1 | Bosnia ed Erzegovina | 25-22, 26-24, 22-25, 25-22       |
| 3 giugno 2023 Topsporthal, Beveren Durata: 1h:40 - Spettatori: 1 950               | Belgio               | 3 - 1 | Svezia               | 25-22, 25-14, 20-25, 25-17       |
| 10 giugno 2023 Arena Zenica, Zenica Durata: 1h:55 - Spettatori: 1 100              | Bosnia ed Erzegovina | 2 - 3 | Svezia               | 25-21, 25-17, 13-25, 16-25, 8-15 |
| 14 giugno 2023 Arena Zenica, Zenica Durata: 1h:15 - Spettatori: 1 050              | Bosnia ed Erzegovina | 0 - 3 | Belgio               | 23-25, 14-25, 18-25              |
| 17 giugno 2023 Lund Arena, Lund Durata: 2h:02 - Spettatori: 3 000                  | Svezia               | 3 - 1 | Belgio               | 25-23, 26-28, 25-23, 25-15       |

##### Classifica
| Pos. | Squadra              | Pt | G | V | P | SV | SP | Ratio | PF  | PS  | Ratio |
| ---- | -------------------- | -- | - | - | - | -- | -- | ----- | --- | --- | ----- |
| 1.   | Belgio               | 9  | 4 | 3 | 1 | 10 | 4  | 2,500 | 334 | 286 | 1,167 |
| 2.   | Svezia               | 8  | 4 | 3 | 1 | 10 | 7  | 1,428 | 380 | 364 | 1,044 |
| 3.   | Bosnia ed Erzegovina | 1  | 4 | 0 | 4 | 3  | 12 | 0,250 | 287 | 351 | 0,817 |

      Qualificata alle semifinali.
      Retrocessa in European Silver League.

#### Girone B

##### Risultati
| 27 maggio 2023 Pitești Arena, Pitești Durata: 1h:40 - Spettatori: 700              | Romania    | 1 - 3 | Slovacchia | 22-25, 12-25, 25-19, 18-25 |
| 31 maggio 2023 Sportovní Hala, Zlín Durata: 1h:45 - Spettatori: 1 200              | Rep. Ceca  | 3 - 1 | Slovacchia | 25-16, 22-25, 25-20, 25-11 |
| 3 giugno 2023 Hala Ostravská univerzita, Ostrava Durata: 1h:45 - Spettatori: 1 050 | Rep. Ceca  | 1 - 3 | Romania    | 17-25, 25-15, 18-25, 16-25 |
| 8 giugno 2023 Pitești Arena, Pitești Durata: 2h:02 - Spettatori: 700               | Romania    | 1 - 3 | Rep. Ceca  | 25-16, 23-25, 26-28, 13-25 |
| 14 giugno 2023 Mestská športová hala, Nitra Durata: 1h:22 - Spettatori: 600        | Slovacchia | 0 - 3 | Rep. Ceca  | 15-25, 20-25, 19-25        |
| 17 giugno 2023 Mestská športová hala, Nitra Durata: 1h:48 - Spettatori: 1 500      | Slovacchia | 3 - 1 | Romania    | 25-18, 25-18, 19-25, 25-23 |

##### Classifica
| Pos. | Squadra    | Pt | G | V | P | SV | SP | Ratio | PF  | PS  | Ratio |
| ---- | ---------- | -- | - | - | - | -- | -- | ----- | --- | --- | ----- |
| 1.   | Rep. Ceca  | 9  | 4 | 3 | 1 | 10 | 5  | 2,000 | 344 | 303 | 1,135 |
| 2.   | Slovacchia | 6  | 4 | 2 | 2 | 7  | 8  | 0,875 | 314 | 333 | 0,942 |
| 3.   | Romania    | 3  | 4 | 1 | 3 | 6  | 10 | 0,600 | 338 | 360 | 0,938 |

      Qualificata alle semifinali.

#### Girone C

##### Risultati
| 27 maggio 2023 Érd Aréna, Érd Durata: 1h:53 - Spettatori: 580                       | Ungheria | 1 - 3 | Ucraina  | 25-22, 25-27, 9-25, 23-25  |
| 28 maggio 2023 Érd Aréna, Érd Durata: 2h:01 - Spettatori: 300                       | Ucraina  | 3 - 1 | Ungheria | 25-17, 22-25, 25-15, 26-24 |
| 4 giugno 2023 Complexe Saint-Symphorien, Longeville Durata: 1h:59 - Spettatori: 508 | Francia  | 1 - 3 | Ungheria | 20-25, 25-19, 22-25, 23-25 |
| 10 giugno 2023 Érd Aréna, Érd Durata: 1h:34 - Spettatori: 100                       | Ungheria | 1 - 3 | Francia  | 20-25, 25-14, 15-25, 22-25 |
| 14 giugno 2023 Sala Ceahlău, Piatra Neamț Durata: 1h:40 - Spettatori: 0             | Ucraina  | 3 - 1 | Francia  | 25-21, 25-17, 17-25, 25-11 |
| 18 giugno 2023 Le Phare, Belfort Durata: 1h:36 - Spettatori: 558                    | Francia  | 3 - 1 | Ucraina  | 25-18, 21-25, 25-16, 25-21 |

##### Classifica
| Pos. | Squadra  | Pt | G | V | P | SV | SP | Ratio | PF  | PS  | Ratio |
| ---- | -------- | -- | - | - | - | -- | -- | ----- | --- | --- | ----- |
| 1.   | Ucraina  | 9  | 4 | 3 | 1 | 10 | 6  | 1,666 | 369 | 333 | 1,108 |
| 2.   | Francia  | 6  | 4 | 2 | 2 | 8  | 8  | 1,000 | 349 | 348 | 1,002 |
| 3.   | Ungheria | 3  | 4 | 1 | 3 | 6  | 10 | 0,600 | 339 | 376 | 0,901 |

      Qualificata alle semifinali.

### Fase finale
|  | Semifinali | Semifinali | Semifinali | Semifinali |   |    | Finale  | Finale | Finale | Finale |  |
|  |            |            |            |            |   |    |         |        |        |        |  |
|  | 1C         | Ucraina    | 3          | 3          |   |    |         |        |        |        |  |
|  | 1C         | Ucraina    | 3          | 3          |   |    |         |        |        |        |  |
|  | 1B         | Rep. Ceca  | 0          | 1          |   |    |         |        |        |        |  |
|  | 1B         | Rep. Ceca  | 0          | 1          |   | 1C | Ucraina | 3      | 3      |        |  |
|  |            |            |            |            |   | 1C | Ucraina | 3      | 3      |        |  |
|  |            |            | 2A         | Svezia     | 0 | 0  |         |        |        |        |  |
|  | 2A         | Svezia     | 2A         | Svezia     | 0 | 0  | 3       | 3      |        |        |  |
|  | 2A         | Svezia     |            |            |   |    |         |        |        |        |  |
|  | 1A         | Belgio     | 2          | 0          |   |    |         |        |        |        |  |

#### Semifinali

##### Andata
| 25 giugno 2023 Sala Ceahlău, Piatra Neamț Durata: 1h:31 - Spettatori: 200 | Ucraina | 3 - 0 | Rep. Ceca | 25-22, 25-23, 25-17               |
| 25 giugno 2023 Lund Arena, Lund Durata: 2h:01 - Spettatori: 1 874         | Svezia  | 3 - 2 | Belgio    | 24-26, 25-16, 16-25, 25-17, 18-16 |

##### Ritorno
| 28 giugno 2023 Sportovní hala Mír, Tábor Durata: 1h:50 - Spettatori: 855 | Rep. Ceca | 1 - 3 | Ucraina | 25-22, 11-25, 22-25, 16-25 |
| 28 giugno 2023 Tomabelhal, Roeselare Durata: 1h:27 - Spettatori: 1 153   | Belgio    | 0 - 3 | Svezia  | 20-25, 26-28, 17-25        |

#### Finale

##### Andata
| 6 luglio 2023 Sala Ceahlău, Piatra Neamț Durata: 1h:21 - Spettatori: 450 | Ucraina | 3 - 0 | Svezia | 25-15, 25-20, 25-19 |

##### Ritorno
| 9 luglio 2023 Lund Arena, Lund Durata: 1h:37 - Spettatori: 3 072 | Svezia | 0 - 3 | Ucraina | 17-25, 22-25, 30-32 |

## Classifica finale
| Pos | Squadra              | Rosa |
| --- | -------------------- | --- |
|     | Ucraina              | Formazione: 1 Milenko, 4 Lutsenko, 5 Geiko, 6 Nemceva, 7 Lidiaieva, 9 Oliinyk, 14 Velykokon', 16 Maievska, 17 Khober, 19 Danchak, 23 Dymar, 24 Černucha, 26 Kotar, 27 Puhach, CT: Petkov                                                                                    |
|     | Svezia               | Formazione: 1 Arrestad, 3 L. Andersson, 4 Wasserfaller, 10 I. Haak, 11 Lazić, 12 Gustafsson, 13 Brink, 14 Hellvig, 16 V. Andersson, 17 A. Haak, 18 Nilsson, 21 Larsson, 25 E. Andersson, 27 Lindberg, CT: Hakala                                                            |
| 3   | Belgio               | Formazione: 2 Van Sas, 3 Herbots, 4 Lemmens, 7 Van Gestel, 9 Demeyer, 10 Martin, 12 Krenicky, 13 Janssens, 15 Van de Vyver, 17 Cos, 18 Rampelberg, 19 Van Avermaet, 21 Stragier, 22 Koulberg, 23 Debouck, CT: Vande Broek                                                   |
| 3   | Rep. Ceca            | Formazione: 3 Jedličková, 4 Pavlová, 7 Bukovská, 8 Koulisiani, 9 Digrinová, 10 Valková, 14 Kolářová, 15 Jehlářová, 16 Mlejnková, 18 Smolková, 19 Pelikánová, 20 Grabovská, 21 Formánková, 22 Orvošová, 25 Brancuská, 27 Kalhousová, 28 Žarnovická, CT: Athanasopoulos       |
| 5   | Francia              | Formazione: 3 Giardino, 9 Stojiljković, 11 Gicquel, 12 Sager-Weider, 15 Sylves, 21 Elouga, 23 Olinga-Andela, 38 Ratahiry, 63 Respaut, 75 Diouf, 88 Rotar, 91 Bah, 98 Haewegene, 99 Gelin, CT: Rousseaux                                                                     |
| 6   | Slovacchia           | Formazione: 1 Abrhámová, 2 Koseková, 4 Herdová, 5 A. Fričová, 7 Španková, 8 Dreisigová, 9 Smiešková, 11 Jančová, 14 Hrušecká, 15 K. Fričová, 16 Kohútová, 17 Slivková, 18 Šunderlíková, 19 Körmendyová, 20 Šepeľová, 21 Návratová, 23 Boledovičová, 24 Magdinová, CT: Mašek |
| 7   | Romania              | Formazione: 1 Ariton, 2 Vereș, 4 Gheti, 5 Ioan, 7 Inneh, 8 Radu, 10 Ionescu, 11 Matei, 12 Badiu-Savu, 13 Ciucu, 15 Miclăuș, 16 Cojocaru, 18 Vîrlan, 19 Budăi-Ungureanu, 20 Popa, 21 Zadorojnai, 23 Postea, CT: Hernández                                                    |
| 8   | Ungheria             | Formazione: 1 Vezsenyi, 2 Tóth, 4 Bagyinka, 5 Kump, 6 Glemboczki, 7 Török, 8 Pekárik, 10 Berkó, 11 Papp, 12 Szedmák, 13 Németh, 14 Kiss, 16 Petőváry, 17 Szalai, 19 Pintér, 20 Kertész, 21 Boskó, CT: Chiappini                                                             |
| 9   | Bosnia ed Erzegovina | Formazione: 1 Paradžik, 2 Zekić, 3 Božić, 4 Brašnić, 5 Isanović, 7 Radišković, 8 Marković, 9 Stevanović, 10 Lasić, 11 Terzić, 12 Ivković, 13 Biberdžić, 14 Klopić, 15 Buljubašić, 17 Bošković, 18 Kovač, 22 Đukič, CT: Ljubičić                                             |

|  |  | Qualificata alla Volleyball Challenger Cup 2023 |

|  | Retrocessa in European Silver League 2024 |

## Statistiche
| Rendimento individuale | Rendimento individuale | Rendimento individuale | Rendimento individuale |
| Pos.                   | Nome                   | Punti                  | Squadra                |
| ---------------------- | ---------------------- | ---------------------- | ---------------------- |
| 1                      | Isabelle Haak          | 245                    | Svezia                 |
| 2                      | Anastasija Černucha    | 152                    | Ucraina                |
| 3                      | Britt Herbots          | 128                    | Belgio                 |
| 4                      | Oleksandra Milenko     | 123                    | Ucraina                |
| 5                      | Anna Haak              | 86                     | Svezia                 |

| Attacchi vincenti | Attacchi vincenti   | Attacchi vincenti | Attacchi vincenti |
| Pos.              | Nome                | Punti             | Squadra           |
| ----------------- | ------------------- | ----------------- | ----------------- |
| 1                 | Isabelle Haak       | 218               | Svezia            |
| 2                 | Anastasija Černucha | 136               | Ucraina           |
| 3                 | Britt Herbots       | 117               | Belgio            |
| 4                 | Oleksandra Milenko  | 106               | Ucraina           |
| 5                 | Anna Haak           | 77                | Svezia            |

| Muri vincenti | Muri vincenti       | Muri vincenti | Muri vincenti |
| Pos.          | Nome                | Punti         | Squadra       |
| ------------- | ------------------- | ------------- | ------------- |
| 1             | Magdaléna Jehlářová | 21            | Rep. Ceca     |
| 2             | Anastasiia Maievska | 20            | Ucraina       |
| 3             | Svitlana Lidiaieva  | 17            | Ucraina       |
| 4             | Svetlana Lydjaeva   | 14            | Svezia        |
| 5             | Julia Nilsson       | 13            | Francia       |
| 5             | Amandha Sylves      | 13            | Francia       |
| 5             | Isabelle Haak       | 13            | Svezia        |

| Battute vincenti | Battute vincenti    | Battute vincenti | Battute vincenti |
| Pos.             | Nome                | Punti            | Squadra          |
| ---------------- | ------------------- | ---------------- | ---------------- |
| 1                | Isabelle Haak       | 14               | Svezia           |
| 2                | Anastasiia Maievska | 13               | Ucraina          |
| 3                | Anastasija Černucha | 11               | Ucraina          |
| 3                | Jonna Wasserfaller  | 11               | Svezia           |
| 5                | Oleksandra Milenko  | 10               | Ucraina          |